# 12e cérémonie des Florida Film Critics Circle Awards
La 12e cérémonie des Florida Film Critics Circle Awards, décernés par le Florida Film Critics Circle, a eu lieu le 12 décembre 2007, et a récompensé les films réalisés dans l'année.

## Palmarès
- Meilleur film :
  - No Country for Old Men
- Meilleur réalisateur :
  - Joel Coen et Ethan Coen – No Country for Old Men
- Meilleur acteur :
  - Daniel Day-Lewis pour le rôle de Daniel Plainview dans There Will Be Blood
- Meilleure actrice :
  - Ellen Page pour le rôle de Juno MacGuff dans Juno
- Meilleur acteur dans un second rôle :
  - Javier Bardem pour le rôle de Anton Chigurh dans No Country for Old Men
- Meilleure actrice dans un second rôle :
  - Amy Ryan pour le rôle de Helene McCready dans Gone Baby Gone
- Meilleur scénario :
  - Juno – Diablo Cody
- Meilleure photographie :
  - No Country for Old Men et L'Assassinat de Jesse James par le lâche Robert Ford (The Assassination of Jesse James by the Coward Robert Ford) – Roger Deakins
- Meilleur film en langue étrangère :
  - Le Scaphandre et le Papillon •  France/ États-Unis
- Meilleur film d'animation :
  - Ratatouille
- Meilleur film documentaire :
  - No End in Sight
- Pauline Kael Breakout Award : (meilleure révélation)
  - Ellen Page – Juno